# アレン・クレイグ
アレン・トーマス・クレイグ（Allen Thomas Craig, 1984年7月18日 - ）は、アメリカ合衆国カリフォルニア州オレンジ郡ミッションビエホ出身の元プロ野球選手（一塁手または外野手）。右投右打。

## 経歴

### プロ入りとカージナルス時代
2006年のMLBドラフト8巡目（全体256位）でセントルイス・カージナルスから指名され、6月13日に契約。この年は傘下のA-級ステート・カレッジ・スパイクスで48試合に出場し、打率.257・4本塁打・29打点だった。
2007年はA+級パームビーチ・カージナルスとAA級スプリングフィールド・カージナルスでプレー。A+級パームビーチでは112試合に出場し、打率.312・21本塁打・77打点・8盗塁だった。
2008年はAA級スプリングフィールドで129試合に出場し、打率.304・22本塁打・85打点・2盗塁だった。
2009年はAAA級メンフィス・レッドバーズで126試合に出場し、打率.322・26本塁打・83打点・3盗塁だった。オフの11月18日にカージナルスとメジャー契約を結び、40人枠入りした。
2010年は開幕ロースター入りし、4月8日のシンシナティ・レッズ戦でメジャーデビュー。7番・右翼手として先発起用され、4打数無安打1三振に終わった。7試合に出場したが、打率は.056と結果を残せず、4月26日にAAA級メンフィスへ降格した。5月31日にメジャーへ昇格。同日のレッズ戦に出場したが、6月1日にAAA級メンフィスへ降格した。7月15日にニック・スタビノアが故障者リスト入りしたため、メジャーへ再昇格した。昇格後は6試合に出場したが、7月23日にAAA級メンフィスへ降格した。8月3日に再昇格したが、8月30日にAAA級メンフィスへ降格。9月18日に再昇格した。この年は44試合に出場し、打率.246・4本塁打・18打点だった。
2011年も開幕ロースター入りしたが、4月19日に15日間の故障者リスト入りし、5月2日に復帰。6月7日に右膝を負傷し、2ヶ月間離脱。しかし、主に第4の外野手として75試合の出場ながら、打率.315・11本塁打・OPS.917を記録した。テキサス・レンジャーズとのワールドシリーズでは3本塁打を放ち、強力打線の一角として活躍し、ワールドシリーズ制覇に貢献した。しかし12月に痛めた膝を手術した。
2012年2月29日にカージナルスと1年契約に合意。前年の手術の影響で5月から復帰するものの、5月中旬にハムストリングを痛めて故障者リスト入りした。しかし6月には復帰し、前年を大幅に上回る試合数、打席数を記録し完全にレギュラーに定着。本塁打と打点はキャリアハイ、打率と長打率はリーグ7位、得点圏打率は.400だった。
2013年3月8日にカージナルスと総額3100万ドルの5年契約（2018年・1300万ドルの球団オプション付き）に合意。シーズンでは、自身初のオールスターに選ばれた。2年連続で規定打席に到達し、打率.300・90打点のラインも2年連続でクリアした。一方、本塁打は激減（22本から13本）した。
2014年は97試合に出場し、打率.237・7本塁打・44打点・1盗塁だった。

### レッドソックス時代
2014年7月31日にジョン・ラッキー、コーリー・リトレルとのトレードで、ジョー・ケリーと共にボストン・レッドソックスへ移籍した。移籍後は8月1日のニューヨーク・ヤンキース戦で初出場したが、8回裏の走塁中に左足を捻挫し、8月5日に15日間の故障者リスト入りした。移籍後はずっと不振に喘ぎ、29試合の出場で打率.128に終わった。また、本塁打も1本しか打たなかった。カージナルスとのシーズン通算では3年ぶりに90打点に届かず、打率.300・二桁本塁打のラインは4年ぶりに下回った。
2015年は開幕をメジャーで迎えたが、不振で5月9日に傘下のAAA級ポータケット・レッドソックスへ降格。さらには5月18日に40人枠外となった。その後、9月1日にロースター拡大に伴って再昇格した。前年の不振からの脱却を期したシーズンだったが結局、36試合の出場で打率.152・1本塁打・3打点という成績に終わり、復活にはほど遠いシーズンだった。守備では右翼手・左翼手・一塁手の3ポジションを守ったほか、DHとしての出場もあった。11月6日に40人枠から外れる形でAAA級ポータケットへ配属された。
2016年はメジャー出場は無く、マイナーでも度重なる故障のため2球団（A-級ローウェル・スピナーズとAAA級ポータケット）合計で29試合の出場にとどまった。
2017年1月18日にマイナー契約で再契約した。同年6月30日に解雇された。

### パドレス傘下時代
2018年1月22日にサンディエゴ・パドレスとマイナー契約を結んだ。

## プレースタイル

### 打撃
マイナーリーグでは、2007年から2009年まで3年連続で打率.300・20本塁打・80打点のラインをクリアしており、メジャーでも3年連続で打率.300・二桁本塁打を記録した実績があるなど、ミート力とパワーを兼ね備えている。失投を待つ打撃スタイルであり、広角に飛距離が出る。また、対戦相手 (ピッチャー) に応じたバッティングを展開出来る長所も持ち合わせている。
また、圧倒的な勝負強さが特徴の1つである。2011年には、ワールドシリーズで勝ち越し本塁打を3本放った。2012年から2013年には、2年連続でメジャー1位の得点圏打率をマークしており、特に2013年の.454という数字は、メジャー歴代3位の高率である。

### 守備
一塁手ないし右翼手で起用されることが多いが、肩が弱くて守備力も低い。左翼手、二塁手、中堅手、三塁手等のポジションを守った経験もある。守備位置が固定されにくいのは、前述の通り守備力が低いので、空いているポジションで起用されがちという傾向による。

### その他の特徴
故障が多い。まず2011年は鼠蹊部と膝を故障し、2度DL入りした。翌2012年にはハムストリング痛で、続く2013年には足の捻挫でそれぞれDL入りしている。

## 詳細情報

### 年度別打撃成績
| 年 度    | 球 団    | 試 合 | 打 席 | 打 数 | 得 点 | 安 打 | 二 塁 打 | 三 塁 打 | 本 塁 打 | 塁 打 | 打 点 | 盗 塁 | 盗 塁 死 | 犠 打 | 犠 飛 | 四 球 | 敬 遠 | 死 球 | 三 振 | 併 殺 打 | 打 率 | 出 塁 率 | 長 打 率 | O P S |
| -------- | -------- | ----- | ----- | ----- | ----- | ----- | -------- | -------- | -------- | ----- | ----- | ----- | -------- | ----- | ----- | ----- | ----- | ----- | ----- | -------- | ----- | -------- | -------- | ----- |
| 2010     | STL      | 44    | 124   | 114   | 12    | 28    | 7        | 0        | 4        | 47    | 18    | 0     | 1        | 0     | 1     | 9     | 1     | 0     | 26    | 1        | .246  | .298     | .412     | .711  |
| 2011     | STL      | 75    | 219   | 200   | 33    | 63    | 15       | 0        | 11       | 111   | 40    | 5     | 0        | 1     | 2     | 15    | 0     | 1     | 40    | 7        | .315  | .362     | .555     | .917  |
| 2012     | STL      | 119   | 514   | 469   | 76    | 144   | 35       | 0        | 22       | 245   | 92    | 2     | 1        | 0     | 7     | 37    | 1     | 1     | 89    | 15       | .307  | .354     | .522     | .876  |
| 2013     | STL      | 134   | 563   | 508   | 71    | 160   | 29       | 2        | 13       | 232   | 97    | 2     | 0        | 0     | 5     | 40    | 2     | 10    | 100   | 12       | .315  | .373     | .457     | .830  |
| 2014     | STL      | 97    | 398   | 367   | 34    | 87    | 17       | 1        | 7        | 127   | 44    | 1     | 1        | 0     | 2     | 26    | 0     | 3     | 77    | 11       | .237  | .291     | .346     | .638  |
| 2014     | BOS      | 29    | 107   | 94    | 7     | 12    | 3        | 0        | 1        | 18    | 2     | 1     | 0        | 0     | 0     | 9     | 0     | 4     | 36    | 3        | .128  | .234     | .191     | .425  |
| '14計    | BOS      | 126   | 505   | 461   | 41    | 99    | 20       | 1        | 8        | 145   | 46    | 2     | 1        | 0     | 2     | 35    | 0     | 7     | 113   | 14       | .215  | .279     | .315     | .594  |
| 2015     | BOS      | 36    | 88    | 79    | 6     | 12    | 1        | 0        | 1        | 16    | 3     | 0     | 0        | 0     | 0     | 7     | 0     | 2     | 26    | 2        | .152  | .239     | .203     | .441  |
| MLB：6年 | MLB：6年 | 534   | 2013  | 1831  | 239   | 506   | 107      | 3        | 59       | 796   | 296   | 11    | 3        | 1     | 17    | 143   | 4     | 21    | 394   | 51       | .276  | .333     | .435     | .768  |

- 2017年度シーズン終了時

### 背番号
- 8（2010年）
- 21（2011年 - 2014年途中）
- 5（2014年途中 - 2015年）

### 記録
- MLBオールスターゲーム選出：1回（2013年）